# Model del Temple d'Hamburg

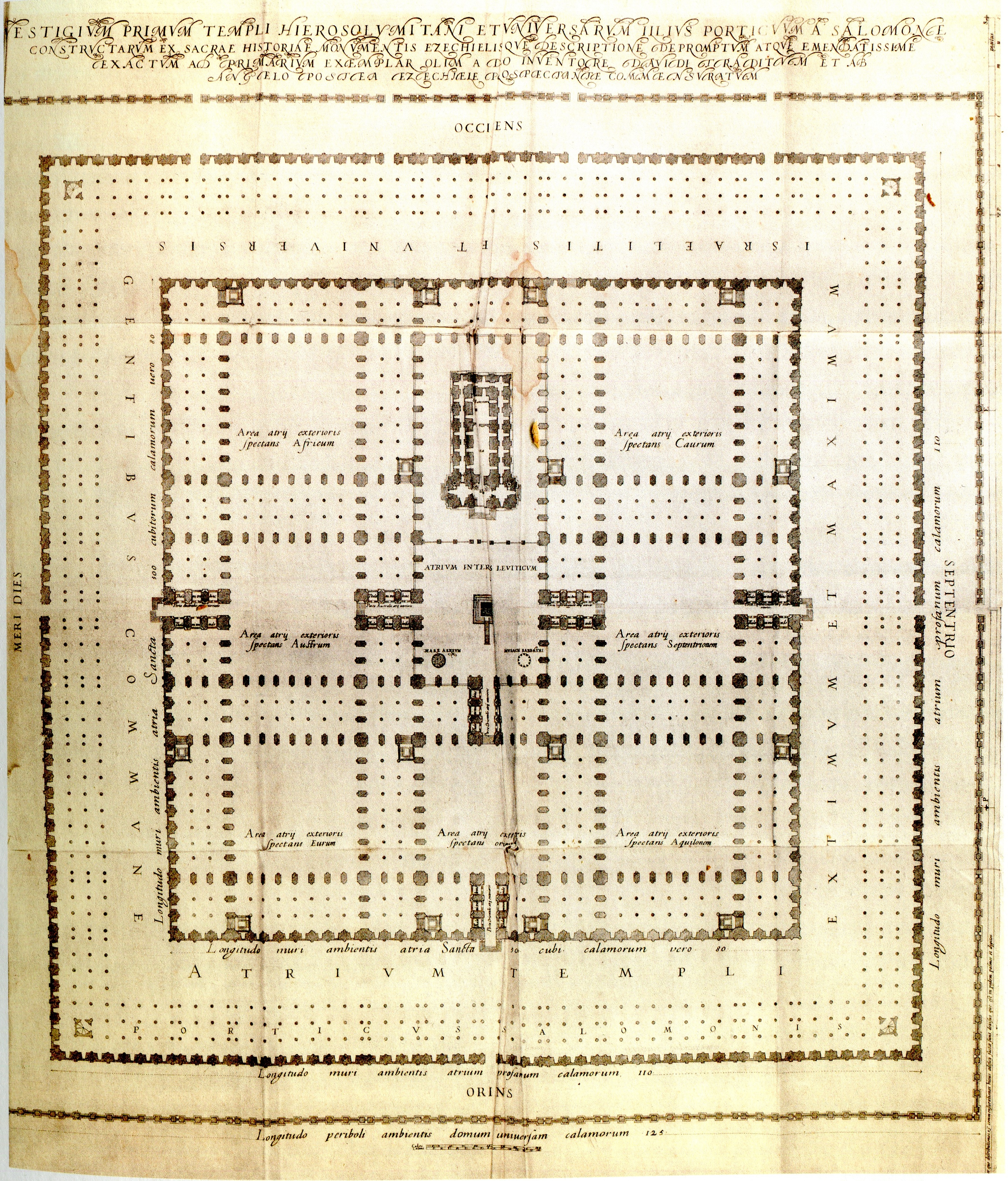
El plànol del model d'Hamburg correspon a la manca de galeries exteriors del plànol de Villalpando: Ezechielem Explanationes, 1604

El model del Temple d'Hamburg (en alemany Hamburger Tempelmodell) és un model arquitectònic barroc del Temple de Salomó. Té una superfície d'uns 12 metres quadrats i està fet de fusta. És de forma quadrada i compta amb quatre ales i nou patis, dos d'ells en l'eix central.
Fou elaborat entre els anys 1680 i 1692 després que fos comissionat pel senador d'Hamburg i fundador i director de l'Òpera d'Hamburg, Gerhard Schott. El model fou exhibit per primera vegada a l'Òpera d'Hamburg. Després de la seva mort, els hereus de Schott van posar el model a la venda a Londres, i allà fou adquirit per un agent de Frederic August I de Saxònia, rei de Polònia. El 1732 fou traslladat a Dresden, on es mostrava com a part de la col·lecció d'art cerimonial jueu. Després de la reestructuració d'aquesta col·lecció en les primeries del segle xix, el model tingué diversos propietaris fins que finalment fou adquirit per l'hamburgmuseum l'any 1910.
El model de Schott se situa en la tradició de molts intents del barroc i del renaixement de reconstrucció del temple per part d'acadèmics teòlegs i arquitectes. El model d'Hamburg segueix de prop una interpretació del jesuïta espanyol Juan Bautista Villalpando de 1604 que, al seu torn, es basava en el Tercer Temple del Llibre d'Ezequiel.
Es desconeix la raó per la qual aquest model complex i car fou comissionat.